# Alexandru Popa (arheolog)
Alexandru Popa (n. 23 iulie 1930, Vidrasău, județul Mureș – d. 8 februarie 1985, Alba Iulia) a fost un arheolog român.

### Biografie
După studii secundare și liceale la Târnăveni și Târgu Mureș, urmează Facultatea de Istorie a Universității din Cluj (1950-1954). Efectuează un stagiu de doi ani în învățământul superior, iar apoi se transferă la Muzeul Unirii din Alba Iulia. Activează ca muzeograf principal, șef al secției de istorie veche și arheologie și, într-o perioadă, ca director. S-a implicat efectiv la reorganizarea muzeului din anii 1968 și 1975, precum și la reapariția anuarului Apulum Arhivat în 8 aprilie 2009, la Wayback Machine.. În 1980 și-a susținut teza de doctorat intitulată Cultele egiptene și microasiatice în Dacia romană. Specialist în domeniul antichităților daco-romane, a efectuat ample cercetări arheologice, epigrafice și numismatice, care s-au concretizat în publicarea a peste 60 de studii și articole în reviste de specialitate din țară și străinătate. Printre acestea se remarcă studiile despre necropola de la Alba Iulia, evoluția istorică a celor două orașe romane de la Apulum (colonia Aurelia Apulensis și colonia nova Apulensis), cultul lui Men și Jupiter Ammon în Dacia Superioară, divinitățile egiptene și microasiatice din epigrafia Daciei romane, săpăturile de salvare de la Ampelum (Zlatna) etc. A participat la cercetări pe șantierele arheologice de la Alba Iulia, Abrud, Blandiana, Ighiu, Piatra Craivii, Răhău, Teleac ș.a. 

## Volume
- Cetatea Alba Iulia, București, Editura Meridiane, 1962; ediția a II-a revăzută, București, Editura Meridiane, 1968 (în colaborare cu Ion Berciu)
- La Culte de Jupiter Dolichenus dans la Dacie romaine, Leiden, E. J. Brill, 1978 (în colaborare cu Ion Berciu)
- Cultele egiptene și microasiatice în Dacia romană, Cluj, 1979 (în manuscris)
- Repertoriul arheologic al județului Alba, Alba Iulia, Muzeul Național al Unirii, 1995 (coautor)